# Pajay
Pajay est une commune française située dans le département de l'Isère, en région Auvergne-Rhône-Alpes.
Autrefois rattachée à la province royale du Dauphiné, la commune est depuis 2014 adhérente à la Communauté de communes Bièvre Isère et ses habitants se dénomment les Pajaytois.

## Géographie

### Situation et description
La commune de Pajay est située entre Beaurepaire et La Côte-Saint-André, principales agglomérations de ce secteur du département de l'Isère. Les métropoles de Lyon et de Grenoble sont toutes deux à environ une soixantaine de kilomètres.

### Communes limitrophes
Les communes limitrophes de Pajay sont :
|                        | Faramans | Penol       |
| Pommier-de-Beaurepaire | Pajay    | Marcilloles |
| Saint-Barthélémy       | Beaufort | Thodure     |

### Climat
Pour des articles plus généraux, voir Climat d'Auvergne-Rhône-Alpes et Climat de l'Isère.
En 2010, le climat de la commune est de type climat des marges montargnardes, selon une étude du Centre national de la recherche scientifique s'appuyant sur une série de données couvrant la période 1971-2000. En 2020, Météo-France publie une typologie des climats de la France métropolitaine dans laquelle la commune est exposée à un climat de montagne ou de marges de montagne et est dans la région climatique  Moyenne vallée du Rhône, caractérisée par un bon ensoleillement en été (fraction d’insolation > 60 %), une forte amplitude thermique annuelle (4 à 20 °C), un air sec en toutes saisons, orageux en été, des vents forts (mistral), une pluviométrie élevée en automne (250 à 300 mm). 
Pour la période 1971-2000, la température annuelle moyenne est de 11 °C, avec une amplitude thermique annuelle de 17,7 °C. Le cumul annuel moyen de précipitations est de 969 mm, avec 8,9 jours de précipitations en janvier et 6,2 jours en juillet. Pour la période 1991-2020, la température moyenne annuelle observée sur la station météorologique de Météo-France la plus proche, « Grenoble-Saint-Geoirs », sur la commune de Saint-Étienne-de-Saint-Geoirs à 17 km à vol d'oiseau, est de 11,5 °C et le cumul annuel moyen de précipitations est de 915,1 mm,. Pour l'avenir, les paramètres climatiques de la commune estimés pour 2050 selon différents scénarios d'émission de gaz à effet de serre sont consultables sur un site dédié publié par Météo-France en novembre 2022.

### Hydrographie
Le territoire de la commune est longé, à l'ouest, par le Suzon, un affluent de la Varèze et donc un sous-affluent du Rhône.

### Voies de communication
Le territoire communal est traversé par les routes départementales 73 et 519 (RD73 et RD519).

## Urbanisme

### Typologie
Au 1er janvier 2024, Pajay est catégorisée commune rurale à habitat dispersé, selon la nouvelle grille communale de densité à sept niveaux définie par l'Insee en 2022.
Elle est située hors unité urbaine. Par ailleurs la commune fait partie de l'aire d'attraction de Beaurepaire, dont elle est une commune de la couronne,. Cette aire, qui regroupe 10 communes, est catégorisée dans les aires de moins de 50 000 habitants,.

### Occupation des sols
L'occupation des sols de la commune, telle qu'elle ressort de la base de données européenne d’occupation biophysique des sols Corine Land Cover (CLC), est marquée par l'importance des territoires agricoles (74,7 % en 2018), en diminution par rapport à 1990 (82,2 %). La répartition détaillée en 2018 est la suivante : 
terres arables (67,9 %), forêts (15,7 %), zones urbanisées (9,6 %), zones agricoles hétérogènes (5,1 %), cultures permanentes (1,8 %). L'évolution de l’occupation des sols de la commune et de ses infrastructures peut être observée sur les différentes représentations cartographiques du territoire : la carte de Cassini (XVIIIe siècle), la carte d'état-major (1820-1866) et les cartes ou photos aériennes de l'IGN pour la période actuelle (1950 à aujourd'hui).

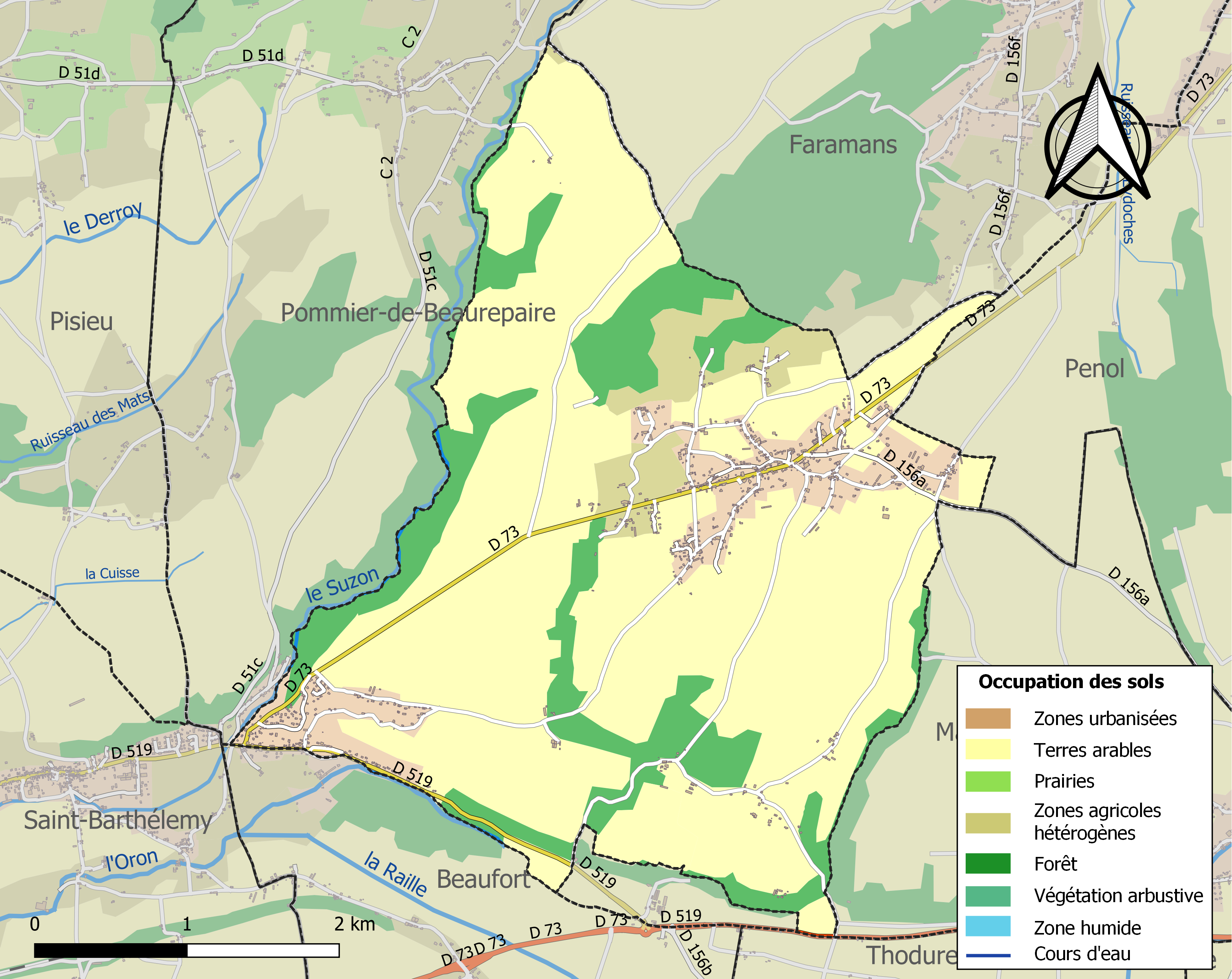
Carte des infrastructures et de l'occupation des sols de la commune en 2018 (CLC).

### Hameaux, Lieux-dits et écarts
La commune comprend le quartier des Bruyères, le quartier des Feuges, des Roches, le quartier des Terres ainsi que le village (bourg).

### Risques naturels et technologiques

#### Risques sismiques
L'ensemble du territoire de la commune de Pajay est situé en zone de sismicité n°3 (sur une échelle de 1 à 5), comme la plupart des communes de son secteur géographique.
| Type de zone | Niveau            | Définitions (bâtiment à risque normal) |
| ------------ | ----------------- | -------------------------------------- |
| Zone 3       | Sismicité modérée | accélération = 1,1 m/s2                |

## Histoire
Historiquement, Pajay était un hameau de Faramans.
En agriculture, comme dans la région de la Bièvre, la production traditionnelle est celle du tabac. La commune fut première productrice de tabac de France il y a quelques dizaines d'années[réf. nécessaire].

## Politique et administration
| Période                                  | Période      | Identité           | Étiquette | Qualité                         |
| ---------------------------------------- | ------------ | ------------------ | --------- | ------------------------------- |
| mars 2001                                | mars 2008    | Joseph Millon      | SE        |                                 |
| mars 2008                                | mars 2014    | Eve Wogenstahl     | SE        |                                 |
| mars 2014                                | janvier 2018 | Jacqueline Denolly | SE        | Retraitée Fonction publique     |
| janvier 2018                             | avril 2018   | Jean-Marc Meynier  | SE        | 1er adjoint - Maire par intérim |
| avril 2018                               | En cours     | Bernard Bajat      | SE        |                                 |
| Les données manquantes sont à compléter. |              |                    |           |                                 |

## Population et société

### Démographie
L'évolution du nombre d'habitants est connue à travers les recensements de la population effectués dans la commune depuis 1841. Pour les communes de moins de 10 000 habitants, une enquête de recensement portant sur toute la population est réalisée tous les cinq ans, les populations de référence des années intermédiaires étant quant à elles estimées par interpolation ou extrapolation. Pour la commune, le premier recensement exhaustif entrant dans le cadre du nouveau dispositif a été réalisé en 2006.

En 2022, la commune comptait 1 052 habitants, en évolution de −6,98 % par rapport à 2016 (Isère : +3,07 %, France hors Mayotte : +2,11 %).
| 1841 | 1846 | 1851 | 1856 | 1861 | 1866 | 1872 | 1876 | 1881 |
| ---- | ---- | ---- | ---- | ---- | ---- | ---- | ---- | ---- |
| 701  | 754  | 757  | 710  | 780  | 761  | 676  | 700  | 693  |

| 1886 | 1891 | 1896 | 1901 | 1906 | 1911 | 1921 | 1926 | 1931 |
| ---- | ---- | ---- | ---- | ---- | ---- | ---- | ---- | ---- |
| 674  | 658  | 633  | 639  | 637  | 626  | 605  | 589  | 512  |

| 1936 | 1946 | 1954 | 1962 | 1968 | 1975 | 1982 | 1990 | 1999 |
| ---- | ---- | ---- | ---- | ---- | ---- | ---- | ---- | ---- |
| 530  | 479  | 507  | 490  | 583  | 706  | 798  | 736  | 796  |

| 2006 | 2011  | 2016  | 2021  | 2022  | - | - | - | - |
| ---- | ----- | ----- | ----- | ----- | - | - | - | - |
| 919  | 1 072 | 1 131 | 1 086 | 1 052 | - | - | - | - |

### Enseignement
La commune est rattachée à l'académie de Grenoble.

### Médias
Historiquement, le quotidien à grand tirage Le Dauphiné libéré consacre, chaque jour, y compris le dimanche, dans son édition du Nord-Isère, un ou plusieurs articles à l'actualité du canton et quelquefois de la commune, ainsi que des informations sur les éventuelles manifestations locales, les travaux routiers, et autres événements divers à caractère local.
Ici Isère est la radio publique qui émet sur son territoire ainsi que dans tout le département de l'Isère.

## Culture et patrimoine

### Lieux et monuments
- L'église paroissiale Sainte-Catherine de Pajay ;
- La chapelle du Truchaux ;
- Le monument aux morts.

### Personnalités liées à la commune
- Alexandre François Bonnardel (1867-1942), artiste peintre, professeur à l'École nationale supérieure des beaux-arts de Lyon, est né dans cette commune le 6 septembre 1867.

### Héraldique
|  | Pajay possède des armoiries dont l'origine et le blasonnement exact ne sont pas disponibles. |